# Laguna de Contreras
Laguna de Contreras és un municipi de la província de Segòvia, a la comunitat autònoma de Castella i Lleó. Limita amb els municipis de Sacramenia, Fuentidueña, Calabazas de Fuentidueña, Aldeasoña i la província de Valladolid.